# 布伦特·利弗莫尔
布伦特·利弗莫尔（英語：Brent Livermore，1976年7月5日—），澳大利亚男子曲棍球运动员。他曾代表澳大利亚国家队参加2000年和2004年夏季奥林匹克运动会曲棍球比赛，获得一枚金牌和一枚铜牌。